# Narcissus obesus
El gènere Narcissus és originari de la Mediterrània occidental, principalment de la península Ibèrica, on actualment és possible trobar més d'una trentena d'espècies, la meitat d'elles molt escasses. Hi ha una gran quantitat d'endemismes ibèrics com Narcissus tortifolius Fern. Casas.
Es tracta d'un gènere amb gran variabilitat geogràfica, la qual cosa dificulta la identificació especialment amb les diferents subespècies de N. pseudonarcissus, i el grup Jonquillae (N. jonquilla, N. assoanus, N. gaditanus, N. baeticus). Això explicaria que a vegades hi hagi alguna confusió amb la nomenclatura segons la font consultada.

## Flora Ibèrica
Narcissus obesus és un endemisme ibèric, sobretot de l'oest i centre de Portugal.
També es podria anomenar Narcissus bulbocodium subsp.obesus. Narcissus bulbocodium és una espècie molt variable quant a la mida de les peces florals fet que ha donat peu a una gran quantitat de tàxons que generalment es subordinen a aquesta espècie. La subsp. obesus s'extendria per les zones del sud de Portugal i la litoral de Cadis i Huelva. Enfront del típic Narcissus bulbocodium, la subsp. obesus se la pot reconèixer per les seves fulles de menys d'1 mm d'ampla, pel tub verdós en la base i groc en la resta (groc amb sis bandes verdes a Narcissus bulbocodium) i per la franja verda gairebé marcada als tèpals.

## Descripció morfològica
Fulles de 30 cm de llarg per 2 mm d'ample, postrades, sinuosa, la cara interna canalitzada, la cara exterior lleugerament estriada. Plançó rodó, suau, 10 cm d'alçada. Pedicel 7 mm de llarg. Flors solitàries, horitzontals a ascendents, de 3,5 mm de diàmetre, tub groc, cònic, diàmetre d'1 cm per 2,3 cm de llarg, tèpals de color groc brillant, sovint torts, 1,4 cm de llarg per 5 mm d'ample, corona d'un groc profund, lleugerament corbat en el marge, 1.8cm de llarg, 2 cm de diàmetre; anteres incloses en la corona.

## Ecologia i Distribució
Penya-segats rocosos, dunes i prades del nivell del mar cap amunt en sòl calcari o àcid, el sud de Portugal i Jbel Zerhoun i Muntanyes Zaian, Marroc. Dubtós que mereix rang específic separat de N. Bulbocodium